# Dipsy Selolwane
Diphetogo Selolwane detto Dipsy (Gaborone, 27 gennaio 1978) è un ex calciatore botswano, di ruolo centrocampista.

## Carriera
Cresciuto nel Gaborone United, squadra della Premier League del Botswana, si trasferisce negli Stati Uniti d'America, dove si forma calcisticamente nella rappresentativa della Saint Louis University, scelto come All-American nel 2001 e venendo inserito nel famedio dell'istituto nel 2009 In seguito ebbe una breve esperienza nel campionato danese. Fu quindi scelto come 36º al MLS Superdraft del 2002 dai Chicago Fire; passò al Real Salt Lake dopo la stagione 2004 senza rilevante successo. Tornò allora in Africa, per giocare prima in Botswana e poi nella Premier Soccer League, prima con il Santos Cape Town, poi con il Jomo Cosmos, con cui ebbe però una stagione non felice; fu ingaggiato allora dall'Ajax Cape Town dove la sua carriera progredì dopo essere stato convertito in centrocampista. Nel luglio 2010 si è trasferito ai SuperSport Utd.